# Anne Spang

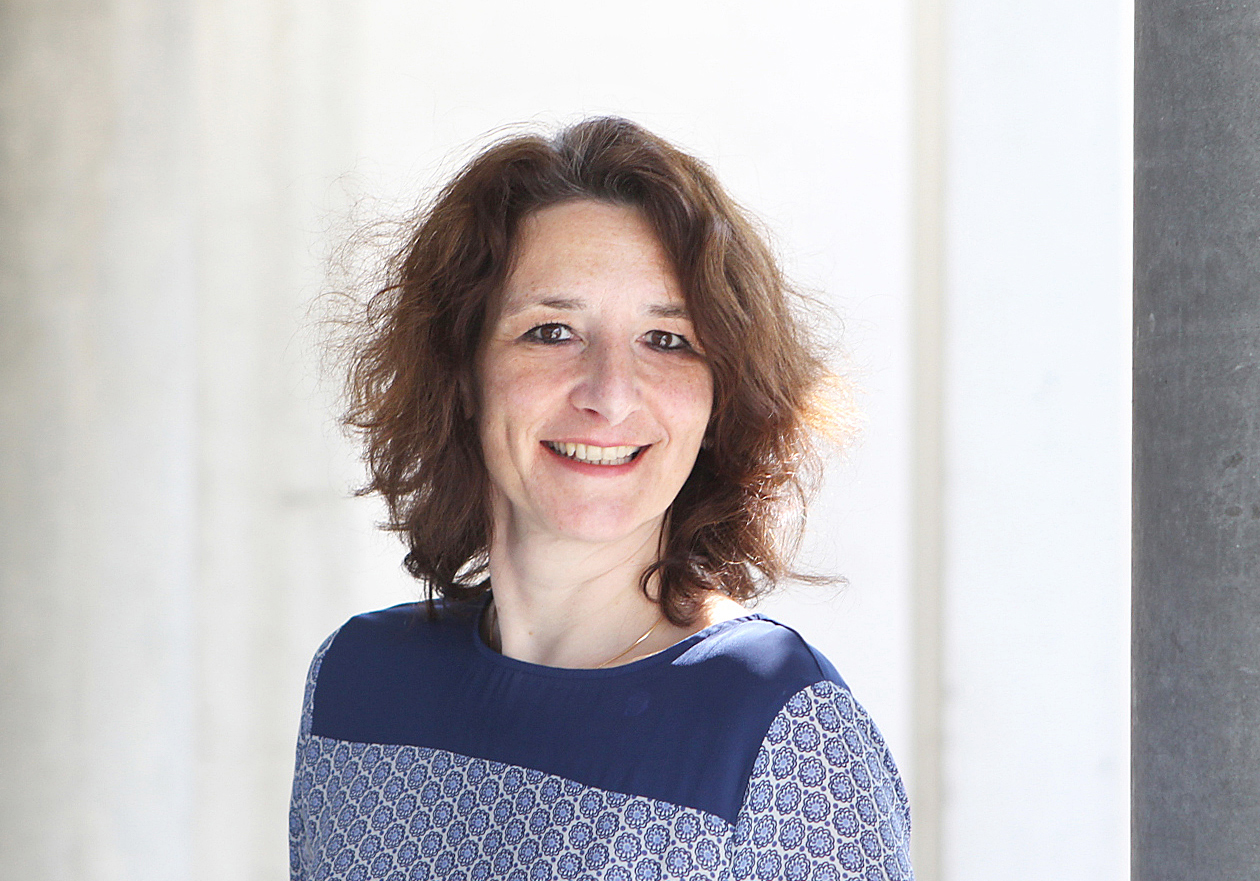
Anne Spang, 2015

Anne Spang (* 29. November 1967 in Wadern) ist eine deutsche Biochemikerin/Zellbiologin und lehrt und forscht am Biozentrum der Universität Basel, Schweiz.

## Leben
Anne Spang studierte Chemische Technologie an der Hochschule für angewandte Wissenschaften in Darmstadt und Biochemie an der Université Paris VI in Frankreich. Sie promovierte 1996 am Max-Planck-Institut für Biochemie in Martinsried. Anschliessend forschte sie als Postdoktorandin an der University of California, Berkeley, USA. Von 1999 bis 2006 war sie Forschungsgruppenleiterin am Friedrich-Miescher-Laboratorium der Max-Planck-Gesellschaft in Tübingen. Seit 2005 ist Spang Professorin für Biochemie und Zellbiologie am Biozentrum der Universität Basel.

## Wirken
Anne Spang erforscht die Grundlagen des intrazellulären Transportes. Internationales Ansehen erlangte Spang durch ihre Entdeckung, dass es einen Reifungsprozess vom frühen zum späten Endosom gibt. Im Fadenwurm Caenorhabditis elegans identifizierte sie SAND-1 als zentralen Schalter, der die Reifung kontrolliert. Darüber hinaus zeigte sie, dass ArfGAP-Proteine wichtig für die Aufnahme von Fracht in Transportvesikel sind und dass COPI-Komponenten eine Rolle im mRNA Transport und mRNA Metabolismus spielen. Ihre Erkenntnisse sind bedeutend für das Verständnis vieler Krankheiten, die auf Defekten in der Lokalisation von Proteinen und mRNA in der Zelle basieren wie Alzheimer, Mukoviszidose, lysosomale Speicherkrankheiten und Krebs.

## Auszeichnungen
- 2024: Mitglied der American Association for the Advancement of Sciences (AAAS)[4]
- 2021 Aufnahme als Mitglied in die Nationale Akademie der Wissenschaften Leopoldina[5]
- 2010: Binder Innovation Prize[6]
- 2009: Gewähltes Mitglied der European Molecular Biology Organization (EMBO)[7]
- 2005: Walther-Flemming-Medaille der Deutschen Gesellschaft für Zellbiologie
- 2002: EMBO Young Investigator[8]

## Publikationsliste
- C. Kilchert, A. Spang: Co-translational localization of ABP140 mRNA to the distal pole of yeast cells. In: EMBO J. Band 30, 2011, S. 3567–3580.
- C. Kilchert, J. Weidner, C. Prescianotto-Baschong, A. Spang: Defects in the secretory pathway and high Ca2+ induce multiple P-bodies. In: Mol. Biol. Cell. Band 21, 2010, S. 2624–2638.
- D. Poteryaev, S. Datta, K. Ackema, M. Zerial, A. Spang: Identification of the switch in early-to-late endosome transition. In: Cell. Band 141, 2010, S. 497–508.
- D. Poteryaev, H. Fares, B. Bowerman, A. Spang: Caenorhabditis elegans SAND-1 is essential for RAB-7 function in endosomal traffic. In: EMBO J. Band 26, 2007, S. 301–312.
- C. Schmutz, J. Stevens, A. Spang.: Functions of the novel RhoGAPs RGA-3 and RGA-4 in the germ line and in the early embryo of C. elegans. In: Development. Band 134, 2007, S. 3495–3505.
- M. Trautwein, C. Schindler, R. Gauss, J. Dengjel, E. Hartmann, A. Spang: Arf1p, Chs5p, and the ChAPs are required to bud specialized vesicles from the Golgi in Saccharomyces cerevisiae. In: EMBO J. Band 25, 2006, S. 943–954.
- D. Poteryaev, J. M. Squirrell, J. G. White, A. Spang: ER dynamics in the early C. elegans embryo require homotypic membrane fusion and the actin cytoskeleton. In: Mol. Biol. Cell. Band 16, 2005, S. 2139–2153.
- M. Trautwein, J. Dengjel, M. Schirle, A. Spang: Arf1p provides an unexpected link between vesicular traffic and mRNA transport in Saccharomyces cerevisiae. In: Mol. Biol. Cell. Band 15, 2004, S. 5021–5037.
- S. M. Lewis, P. P. Poon, R. A. Singer, G. C. Johnston, A. Spang: The Arf-GAP Glo3 is required for the generation of COPI vesicles. In: Mol. Biol. Cell. Band 15, 2004, S. 4064–4072.
- F. Kamena, A. Spang: Tip20p provides directionality to transport by inhibiting back fusion of COPII vesicles with the endoplasmic reticulum. In: Science. Band 304, 2004, S. 286–289.
- U. Rein, U. Andag, R. Duden, H.-D. Schmitt, A. Spang: ARF-GAP mediated interaction between the ER-Golgi v-SNAREs and the COPI coat. In: J. Cell Biol. Band 157, 2002, S. 395–404.
- A. Spang, R. Schekman: Reconstitution of retrograde transport from the Golgi to the ER in vitro. In: J. Cell Biol. Band 143, 1998, S. 589–599.
- A. Spang, K. Matsuoka, S. Hamamoto, R. Schekman, L. Orci: Coatomer, Arf1p, and nucleotide are required to bud COPI-coated vesicles from large synthetic liposomes. In: PNAS. Band 95, 1998, S. 11199–11204.
- A. Spang, S. Geissler, K. Grein, E. Schiebel: The γ-tubulin-like Tub4p of Saccharomyces cerevisiae is associated with the spindle pole body substructures that organize microtubules and is required for mitotic spindle formation. In: J. Cell Biol. Band 134, 1996, S. 429–441.
- A. Spang, I. Courtney, U. Fackler, M. Matzner, E. Schiebel: The calcium-binding protein cell division cycle 31 of Saccharomyces cerevisiae is a component of the half bridge of the spindle pole body. In: J. Cell Biol. Band 123, 1993, S. 405–416.